# Châtillon-sur-Marne

Brasão de armas de Chatillon-sur-Marne.

Chatillon-sur-Marne é uma comuna francesa, situada no departamento de Marne na região Grande Leste.